# Close to the Edge
Close to the Edge je páté studiové album anglické progresivně rockové skupiny Yes, vydané v roce 1972 u Atlantic Records.

## Seznam skladeb
| Pořadí         | Název | Délka |
| -------------- | --- | ----- |
| 1.             | Close to the Edge“ 1. „The Solid Time of Change“ 2. „Total Mass Retain“ 3. „I Get Up I Get Down“ 4. „Seasons of Man | 18:43 |
| 2.             | And You and I“ 1. „Cord of Life“ 2. „Eclipse“ 3. „The Preacher the Teacher“ 4. „Apocalypse                          | 10:08 |
| 3.             | Siberian Khatru | 8:55  |
| Celková délka: | Celková délka: | 37:51 |

## Sestava
- Jon Anderson – zpěv
- Steve Howe – kytara, zpěv
- Chris Squire – baskytara, zpěv
- Rick Wakeman – klávesy
- Bill Bruford – bicí, perkuse